# Ectasia ductal
La ectasia ductal es un término médico que se refiere a un bloqueo o taponamiento del conducto mamario justo por detrás del pezón y afecta cerca de una de cada cuatro mujeres. La ectasia ductal mamaria es una condición benigna que ocurre en mujeres cercanas a la edad de la menopausia, por lo general, entre los 40 y 50 años y no es un factor de riesgo para la aparición del cáncer de mama.  Se caracteriza por enrojecimiento, malestar o a veces dolor e inflamación cerca del pezón o areola, aunque a menudo no causa síntomas. La ectasia ductal tiende a mejorar sin tratamiento, sin embargo, si los síntomas persisten, se suele indicar tratamiento antibiótico o, posiblemente, cirurgía para remover el conducto afectado.

## Etiología
El tejido mamario está constituido por tejido conjuntivo que incluyen los conductos mamarios que son pequeños ductos que llevan la leche materna a los pezones. La ectasia ductal ocurre cuando uno o varios conductos mamarios se dilatan o inflaman. Las causas más frecuentes incluyen:
- Cambios hormonales: son alteraciones de los niveles circulantes de hormonas que causan cambios en las mamas, especialmente en la edad adulta y premenstrual.[5]
- Tabaquismo: La ectasia ductal no está relacionada con el consumo de tabaco.
- Prolapso del pezón: cuando ocurre una inversión aguda del pezón se puede obstruir los conductos mamarios causando la inflamación e infección de una ectasia ductal. Un pezón invertido es también un signo de un trastorno más serio, incluyendo el cáncer.[4]
- Deficiencia de vitamina A: una de los factores de riesgo para alteraciones en las mamas, incluyendo la ectasia ductal.[3]

Los embarazos múltiples son un factor de riesgo para la aparición de ectasias ductales.

## Cuadro clínico
A menudo, la ectasia ductal no produce sintomatología, sin embargo, muchas mujeres pueden tener flujo blanquecino, verdoso o negro de uno o ambos pezones, así como malestar o dolor, enrojecimiento, una leve tumoración, un pezón invertido o inflamación, especialmente si le acompaña una infección bacteriana llamada mastitis, en cuyos casos puede ocasionalmente aparecer fiebre.

## Patología
La ectasia ductal mamaria afecta a los conductos mayores subareolares de la glándula mamaria, los cuales se distorsionan por alteración en su periferia del tejido conjuntivo. En la luz del conducto el contenido se vuelve seroso, espeso y cremoso taponándose con material fibroso. También se puede observar procesos inflamatorios crónicos con presencia de células plasmáticas, infiltrándose por tejido fibroso durante su involución llegando a invertirse el pezón.

## Diagnóstico diferencial
| - Mastitis periductal - Mastitis lobulillar granulomatosa (MLG) - Enfermedad fibroquística - El carcinoma ductal in situ (CDIS) o el carcinoma intraductal |